# 奥托四冲程发动机

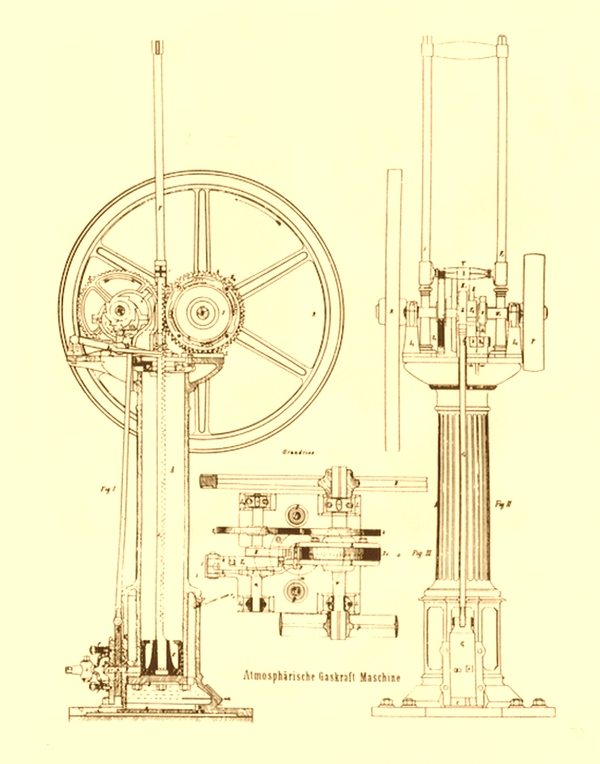
奥托发动机设计图

奥托引擎是由尼古拉斯·奥古斯特·奥托，于1867年与敖根·郎恩合作开发出了一种燃气引擎——也就是不久之后诞生的四冲程引擎的前身——之后再研发的一种基于四冲程和两冲程结构的引擎。

## 工作方式
奥托四冲程引擎透過燃烧以一定比例混合起来的汽油与空气的混合气来驱动。在化油器及进气管内形成外部混合气，在燃烧室内形成内部混合气。

## 内部混合气的形成
1. 冲程一（进气）：在冲程一中活塞从上止点移动到下止点。此间当活塞向下运行时造成气缸内空间扩大，从而形成负压。在负压的作用下燃料和空气的混合气通过打开的进气阀被吸入燃烧室。排气阀在整个进气冲程过程中保持关闭。

1. 冲程二（压缩）：在第二个冲程中活塞从下止点运行到上止点，燃烧室内的混合气因此被压缩。混合气因空间缩小被压缩的程度越高，则其压力和温度由于绝热过程而越高，功率也越高。发动机的功率因此提高，而油耗则下降。但同时发动机的机械负荷增大，自我点火的危险也在加大，因为温度可以达到400到500摄氏度（汽油的燃烧温度在500至650摄氏度之间）。

1. 冲程三（做工）：当活塞运行到冲程二结束的位置时，燃烧室内的容积为最小。此时燃料和空气的混合气被火花塞点燃并燃烧。火焰以每秒10至30米的速度蔓延，所以燃烧室内的混合气在0.001秒后就完全燃烧了，由此而产生一个50至75巴的最高压力和一个2000至2500摄氏度的最高温度。

1. 冲程四（排气）：由于做工冲程中气体膨胀形成的压力，气缸活塞被从上止点推向下止点的方向，这样压力在进气冲程时降低，排气凸轮轴打开排气阀，最后气缸活塞从下止点运行到上止点，废气通过打开的排气阀被排出去。接下来可以开始一个新的工作循环。

功率，即多少燃料的热能被转化成机械能，首先是由压缩比决定的。绝大多数奥托发动机的压缩比为8:1或10:1。较高的压缩比对应一个较高的功率，一般可以通过具有较高辛烷含量的抗震（爆震）燃料来实现。一台优良的发动机的功率应在20%至25%之间，这就是说，燃料产生的热能只有20%至25%被转化为机械能。冷却及摩擦是造成奥托发动机功率损失的主要原因。

## 外部混合气的形成
外部混合气在化油器中形成。对于几乎所有的运行状态来讲，化油器仅通过涌入空气的吸入作用来控制“最佳”的燃料与空气的混合气的形成。因为化油器不具备形成精确的混合气的功能，因此造成较高的尾气排放值，所以现在已经很少用到。

## 化油器的工作方式
进气管靠近化油器的一段较狭窄。因为通过这段狭窄进气管的空气的量是恒定的，所以从空气滤清器到达化油器的空气此处会得到一个加速。同时由于在此产生的负压而形成一种吸入作用。燃料的供应由主喷嘴来控制。主喷嘴允许一定量的燃料流入空气通道，这取决于形成的负压，而供燃烧室使用的混合气的量由节气门控制，节气门的开启角可根据不同的负荷状态而改变。燃烧室在满负荷状态下需要大量的混合气，所以主喷嘴输送大量的燃料，燃料与节气门全开状态下进入的空气混合起来，并进入燃烧室。节气门在部分负荷状态下只部分开启，因为燃烧室只需要少量的混合气。

## 汽油直喷
汽油直喷区别于外部混合气形成，即通过化油器对混合气进行预处理。汽油直喷是这样实现的：燃料通过一个由高压泵驱动的喷油阀被喷入燃烧室，然后在那里才与吸入的空气混合起来。汽油直喷系统主要由以下几部分组成：
- 发动机控制器
- NOx催化器
- 三元催化器
- 特别成型的活塞
- 高压泵
- 节气门

在转数的控制下，汽油直喷处于均质或稀燃运行状态（均质-稀燃状态）。低转数状态下四冲程发动机主要处于稀燃运行状态。该运行状态下燃料在即将点火之前才通过喷油嘴被喷入燃烧室，即当活塞位于上止点且吸入的空气已经被强烈压缩的时候。由此而产生的空燃比最大为3，即在混合气中存在的空气量是实际所需空气量的3倍。这样稀燃运行状态下尽管存在过量空气仍然可以使混合气燃烧，所以人们更乐于把燃烧室设计成这样，即只在火花塞的周围制造可点燃的混合气。因为混合气被点燃之前的时间非常短暂，所以在这个低转数区间如何将混合气引导到火花塞就变得很重要。
化油器按照“贝努利定律”工作。“贝努利定律”是一个物理学定律，指明：当一种气体或液体流动得越快，其内部压力下降得就越快。该定律指出，在不考虑重力的前提下，气体或液体的整个流动路径上的静态和动态压力的值保持不变。 
稀薄燃烧时所产生的废气中NOx的含量过高，不符合排放标准。因此人们为汽油直喷除了在接近发动机出安装了三元催化器之外，还有NOx滤清器，它负责将NOx颗粒转化为N2和氧气，并把无毒的气体排出，以及分离出高的硫成分。
发动机自约1/3000分钟及高功率需求时开始改变运行状态，并运行在均质状态，即混合气中含有所需的精确的空气量。正如传统的奥托发动机一样，空气在该运行状态下被吸入并被压缩。